# Apostazja
Ten artykuł należy dopracować:

przedstawiono sytuację tylko z głównie z polskiej i katolickiej perspektywy – artykuł powinien być przekrojowy.
Pomóż go poprawić. Na stronie dyskusji mogą znajdywać się pomocne komentarze.

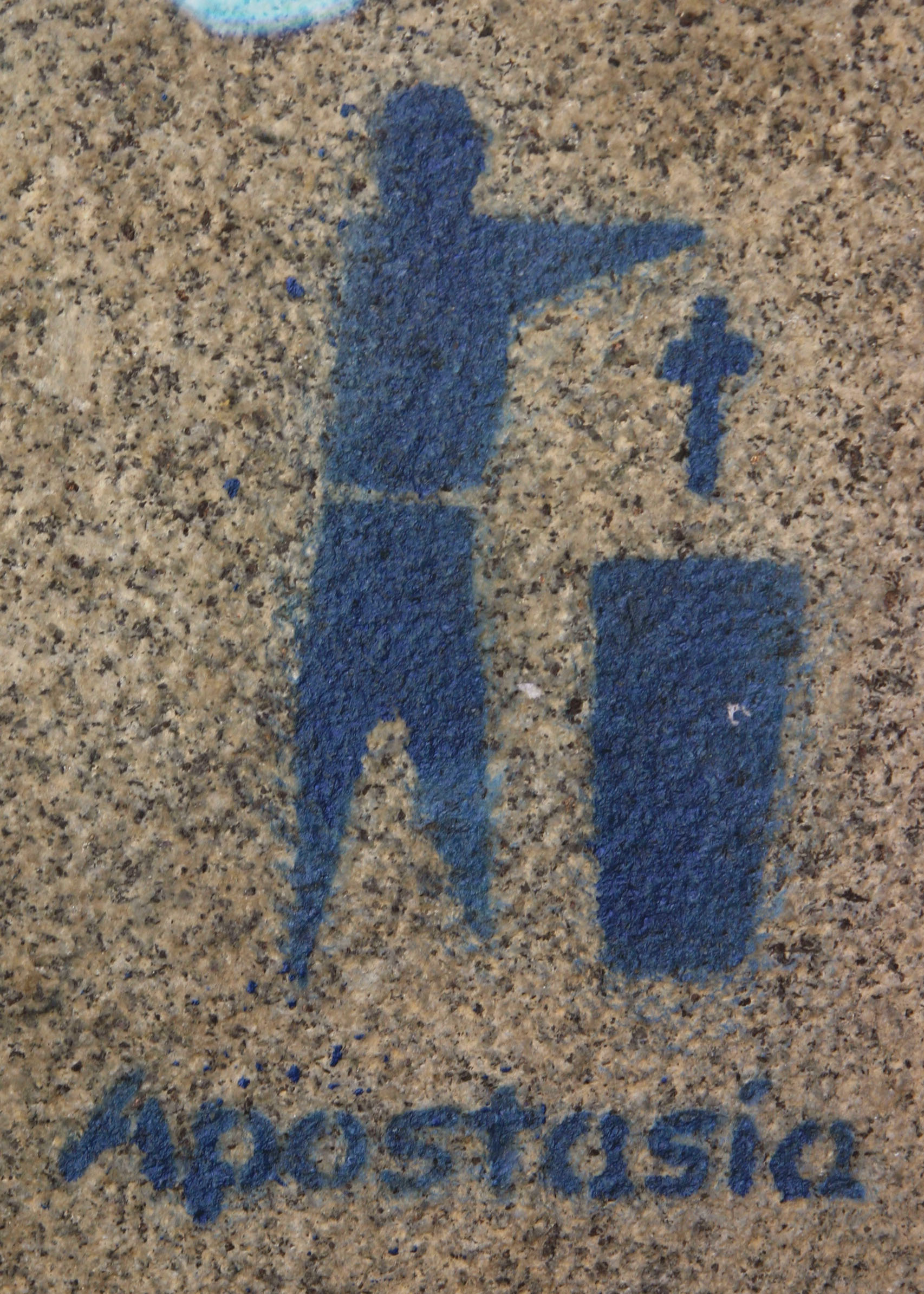
Logo kampanii zbiorowej apostazji w Hiszpanii, wzywającej do ucieczki od Kościoła katolickiego

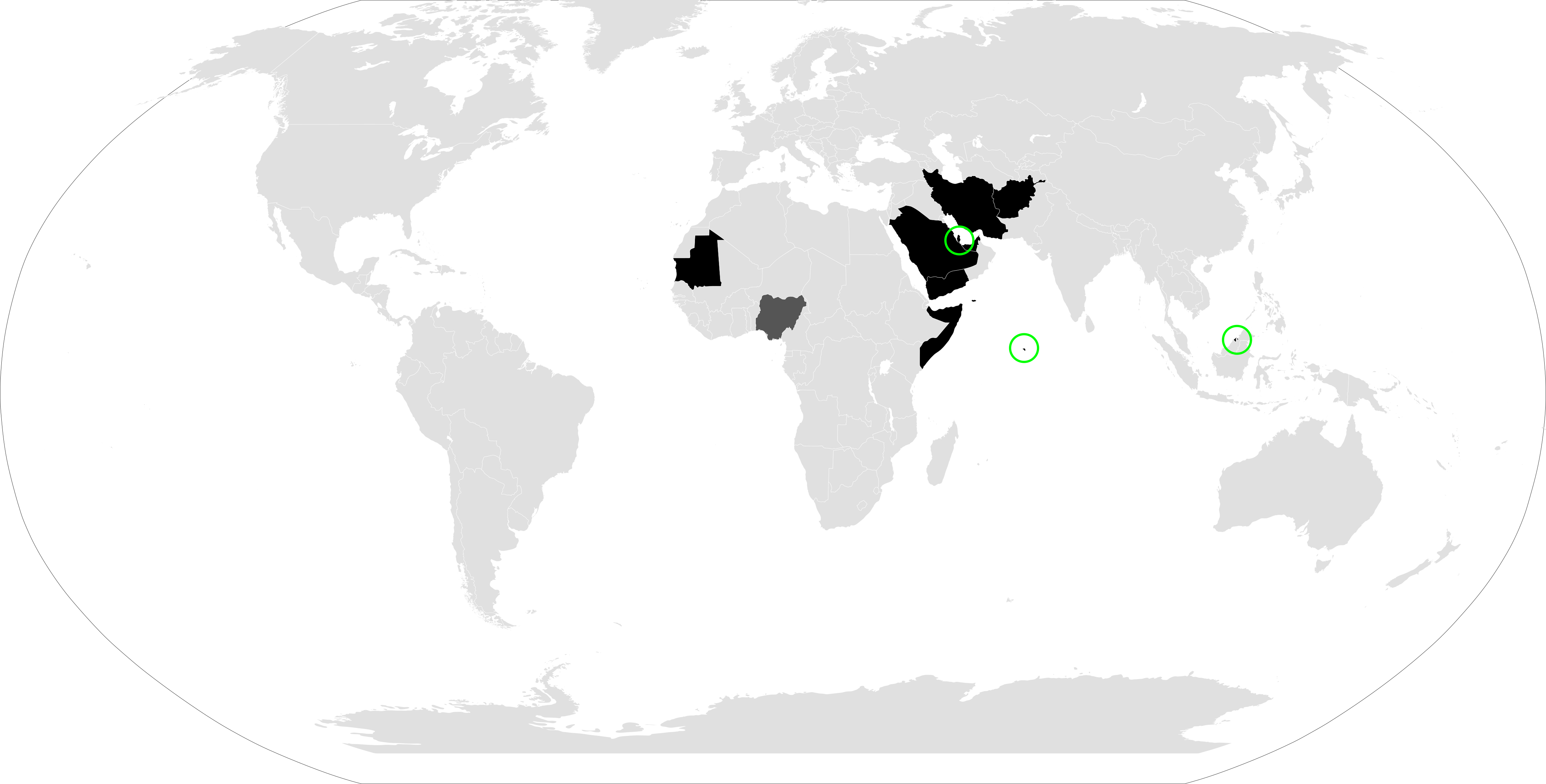
Państwa z karą śmierci za apostazję

Apostazja (gr. ἀποστασία „odstąpienie, odnowa, odpadnięcie, zdrada, odstępstwo”; z ἀπό (apo) „od”, στάσις (stasis) „postawa, pozycja”; połączenie tych słów oznacza „οdległość, oddalenie, zdystansowanie się od...”) – porzucenie wiary religijnej lub religii. W pierwotnym znaczeniu – całkowite porzucenie wiary chrześcijańskiej; termin został również adaptowany do ogólnych pojęć religioznawczych oraz wykorzystywany przez religie i wyznania niechrześcijańskie.

## Prawo
Porzucenie religii jest jednym z praw człowieka, prawnie chronionym m.in. przez Kartę praw podstawowych, traktat lizboński oraz Międzynarodowy Pakt Praw Obywatelskich i Politycznych:

Komisja zauważa, że wolność ‘posiadania lub przyjmowania’ wyznania lub przekonań koniecznie pociąga za sobą wolność wyboru wyznania lub przekonań, włącznie z prawem do zmiany aktualnie wyznawanej religii bądź przekonań na inne lub przyjęcia poglądów ateistycznych [...]  Artykuł 18.2 zabrania stosowania przymusu, który stanowiłby zamach na prawo posiadania lub przyjmowania wyznania albo przekonań, włączając użycie groźby siły fizycznej lub sankcji karnych w celu przymuszenia wierzących bądź niewierzących do pozostawania w ich przekonaniach religijnych i kongregacjach, porzucenia ich wyznania lub przekonań albo ich zmiany.

## Hinduizm
W hinduizmie nie ma pojęcia herezji bądź apostazji. Hinduizm daje każdemu absolutną wolność do opuszczenia lub zmiany wiary. Hindusi wierzą, że wszystkie szczere wiary prowadzą ostatecznie do tego samego boga.

## Judaizm
Za porzucenie judaizmu nie grozi dziś żadna inna kara, poza wykluczeniem z udziału w rytuałach społeczności żydowskiej – włączając w to prowadzenie kultu, żydowskie małżeństwo lub rozwód i pochówek na cmentarzu żydowskim.

## Świadkowie Jehowy
Z przynależności do Świadków Jehowy można dobrowolnie zrezygnować przez oficjalną deklarację ustną lub pisemną albo postępowanie, którego działania dowodzą, że nie chce się należeć do tego ugrupowania religijnego (np. o przyłączenie się do innej religii i wyrażanie chęci pozostania w niej). Apostata jest identycznie traktowany przez Świadków Jehowy jak osoba, którą usunięto ze zboru, a różnica dotyczy jedynie nazwy, wskazującej na to, czy dotychczasowy wyznawca odłączył się od organizacji sam, czy też został usunięty ze zboru przez starszych zboru. Po pewnym czasie ma prawo do ponownego przyjęcia.

## Islam
W niektórych krajach islamskich Azji i Afryki, a przede wszystkim w Azji Zachodniej odstępstwo od religii będącej religią państwową jest surowo zabronione. W tych krajach przejście z innej religii na islam jest dozwolone, natomiast z islamu na inną religię lub ateizm jest karane.
W islamie apostazję określa się arabskimi terminami irtidad lub ridda, a osobę dopuszczającą się apostazji jako murtadd.
W świętej księdze islamu Koranie nie ma bezpośredniego zapisu o karaniu apostatów, jednak prawodawstwo obowiązujące w części krajów klasyfikuje apostatów jako obłudników i stosuje wobec nich werset: jeśli się odwrócą od prawdziwej wiary, należy ich złapać i zamordować (4,88-89). Dodatkowym wzmocnieniem takiego stanowiska jest Hadis 14 i przytoczone w nim słowa proroka Mahometa: Kto odszedł od wiary, to jego karą jest śmierć. Jednak należy pamiętać, że mowa jest o dwóch rodzajach apostatów. Pierwszy z nich to osoby, które odeszły od religii i zaczęły zwalczać muzułmanów. Jest to traktowane w ten sam sposób jak zdrada ojczyzny, dlatego karą jest śmierć. Drugi rodzaj apostatów, to osoby, które po prostu przestały wierzyć. Za to, ściśle według islamu, a nie prawa danego kraju, nie ma kary.
Najlepszym przykładem tolerancji proroka wobec wyznawców innych religii jest konstytucja, nazywana przez historyków Sahifah. Po emigracji do Medyny, prorok ustanowił konstytucję. Miała ona za zadanie zapewnić harmonię i stabilność w społeczeństwie oraz pokojową koegzystencję muzułmanów, żydów, chrześcijan i bałwochwalców.
„Nie ma przymusu w religii!” (Koran 2:256)
„Wy macie waszą religię, a ja mam moją religię” (Koran 109:6)”
„Kto zabija osobę, która posiada rozejm z muzułmanami nigdy nie poczuje zapachu Raju” (Sahih Muslim)

## Katolicyzm
W okresie starożytnym było to każde odstępstwo od wiary chrześcijańskiej. Współcześnie apostazja rozumiana jest jako świadome, dobrowolne i publiczne wyrzeczenie się kontaktu z Kościołem.
Apostazja sama w sobie jest zerwaniem komunii (łączności) z Kościołem i ekskomunika następuje automatycznie na mocy samego prawa kanonicznego. Apostazję można więc traktować jak ekskomunikę na własne życzenie. Apostata nie może oczekiwać życia sakramentalnego, kościelnych urzędów, godności, przywilejów itp. Dodatkowo apostata nie jest obarczany podatkiem na rzecz danej organizacji (np. Kościoła katolickiego) w krajach, gdzie podatek ten jest nakładany dodatkowo, np. Niemcy (tzw. podatek kościelny).
Zgodnie z doktryną katolicką apostata wciąż pozostaje członkiem Kościoła oraz katolikiem, gdyż decydujący o tym chrzest jest nieusuwalny. Apostazja odnotowywana jest w księgach parafialnych, jednak informacja o chrzcie nie jest z nich usuwana.
Ponieważ apostazja ma formę publiczną i dotyczy wyłącznie osób ochrzczonych, przywrócenie stanu poprzedniego leży w gestii ordynariusza diecezji, który określa ewentualne kary i formy pokutne. W wyjątkowych sytuacjach prawo to przysługuje każdemu biskupowi w akcie spowiedzi.

### Omnium in mentem
9 kwietnia 2010 roku weszło w życie motu proprio papieża Benedykta XVI Omnium in mentem, które m.in. usunęło z Kodeksu prawa kanonicznego wzmianki o formalnym akcie wystąpienia z Kościoła. W rezultacie nie można już dłużej formalnie wystąpić z Kościoła katolickiego – Kościół całkowicie wycofał się z przywiązywania prawnego znaczenia do pojęcia „formalny akt wystąpienia z Kościoła”.

### Przebieg apostazji w Polsce
Konferencja Episkopatu Polski 29 września 2008 ustaliła procedurę wobec osób chcących dokonać apostazji. Zgodnie z tą procedurą apostazja dokonywana na terenie diecezji polskich ma być złożona w formie własnoręcznego oświadczenia przekazanego proboszczowi miejsca zamieszkania. Do wniosku należy także dołączyć akt chrztu. Odstępca musi być osobą pełnoletnią (w innych krajach nie ma takiego wymogu – np. w Niemczech i Austrii samodzielna apostazja jest możliwa od 14. roku życia; wcześniej mogą ją przeprowadzić rodzice lub opiekunowie prawni, co nie jest w ogóle możliwe w Polsce). Proboszcz jest zobowiązany do poświadczenia przyjęcia aktu apostazji własnoręcznym podpisem i pieczęcią parafialną oraz przesłania aktu do swojej kurii diecezjalnej. Kuria poleca proboszczowi dokonanie stosownego wpisu do parafialnej księgi ochrzczonych. Jeżeli apostata przyjął chrzest w parafii, która należy do innej diecezji, wówczas kuria diecezjalna przesyła informację o wystąpieniu z Kościoła do kurii diecezji chrztu osoby.
Informacja o wystąpieniu z Kościoła zostaje trwale umieszczona w księdze ochrzczonych, zwykle na marginesie aktu chrztu. Zgodnie z prawem kościelnym nie jest możliwe usunięcie informacji z księgi chrztu. Kościelna administracja utrzymuje również tzw. księgi apostatów. Dokumentem dla apostaty potwierdzającym apostazję jest wypis aktu chrztu z odpowiednią adnotacją, poświadczającą apostazję.
Nowa procedura19 lutego 2016 uzyskał moc Dekret Ogólny Konferencji Episkopatu Polski w sprawie wystąpień z Kościoła oraz powrotu do wspólnoty Kościoła, który zmienił obowiązującą dotąd procedurę na łatwiejszą. Złagodzono procedury poprzez zniesienie obowiązku stawienia się w obecności 2 świadków i dwukrotnej wizyty u proboszcza. Nieuznane będzie oświadczenie woli przesłane drogą cyfrową, pocztową lub złożoną przed urzędnikiem cywilnym. Nie istnieje również możliwość uzyskania zaświadczenia o wystąpieniu z KRK, jednak można uzyskać świadectwo chrztu ze stosowną adnotacją
Po raz pierwszy w historii Instytut Statystyki Kościoła Katolickiego dane liczbowe dotyczące apostazji w Polsce zaprezentował 28 czerwca 2011, dotyczyły roku 2010. Dokonano wówczas 459 aktów apostazji, najwięcej (105) w metropolii warszawskiej, najmniej (4) w metropoliach: przemyskiej i częstochowskiej (nie zaznaczono jednak, czy liczone są wyłącznie przypadki zakończone wpisem adnotacji do Księgi Chrztu, czy też napoczęte, acz niezakończone wpisem procesy).

#### Krytyka polskiej procedury
Wprowadzenie powyższej procedury przez biskupów KEP spowodowało niezadowolenie i krytykę ze strony polskich środowisk wolnomyślicielskich i antyklerykalnych, m.in. ze względu na fakt, że wskazówki Kurii Rzymskiej nie przewidują aż tylu proceduralnych formalności. Polskie Stowarzyszenie Racjonalistów uznało, że wymóg obecności dwóch świadków mocno utrudnia procedurę apostazji. Stowarzyszenie wystosowało pismo do rzecznika praw obywatelskich, w którym zwraca uwagę, że w wymaganym przez Episkopat kształcie procedura wystąpienia z Kościoła narusza konstytucyjne prawo obywatela Rzeczypospolitej Polskiej do wolności religijnej:

Angażowanie w sprawy światopoglądowe osób trzecich czy uzasadnianie innej osobie swoich przekonań religijnych jest w naszym mniemaniu niedopuszczalne w państwie prawa. Jest również niewymagane w innych krajach.

W odpowiedzi na postawione zarzuty, w liście z 14 listopada 2008 Biuro RPO stwierdziło, że:

(...) żaden organ państwowy nie ma podstaw prawnych do ingerowania w wewnętrzne sprawy kościołów i związków wyznaniowych.

Niemożność wglądu do ksiąg parafialnych i usuwania o sobie informacji przez apostatów spotkała się z krytyką ze strony europosłanki Joanny Senyszyn, która wystosowała interpelację do Komisji Europejskiej w tej sprawie. W odpowiedzi Komisja przyznała, że stowarzyszenia lub instytucje o charakterze religijnym mają prawo do przetwarzania danych o swoich członkach, ale tylko „pod warunkiem, że odnosi się ono wyłącznie do członków tej instytucji lub osób mających z nią regularny kontakt”. Unijna komisarz ds. sprawiedliwości Viviane Reding dodała, że osoby, których dane są zbierane przez kościoły, zachowują wszystkie prawa zapisane w dyrektywie o ochronie danych i że unijne prawo jest w tym przypadku ponad prawem krajowym i jego własnymi umowami z kościołami. Reding podkreśliła, że jednym z tych praw jest „prawo sprzeciwu wobec przetwarzania danych osobowych”.
Niemniej Generalny Inspektor Ochrony Danych Osobowych (GIODO) w odpowiedziach na pytania dotyczące ochrony danych osobowych w działalności Kościoła katolickiego w Polsce, potwierdzając zgodność tej działalności z przepisami ustawy o ochronie danych osobowych stwierdził, że w oparciu o przepisy Kodeksu prawa kanonicznego (kan. 535) osobie, która zamierza wystąpić z Kościoła, nie przysługuje prawo żądania usunięcia danych osobowych z ksiąg kościelnych. GIODO stwierdził także, że zgoda nie jest jedyną przesłanką uprawniającą do przetwarzania danych osobowych, mianowicie nie jest konieczna, jeśli zachodzi inna przesłanka ustawowa, np. gdy jest to niezbędne do wykonania statutowych zadań Kościoła pod warunkiem, że przetwarzanie danych dotyczy wyłącznie jego członków (także byłych) lub instytucji albo osób utrzymujących z nim stałe kontakty w związku z ich działalnością i zapewnione są gwarancje ochrony przetwarzanych danych, albo wynika z innych zasad ustawy takich jak prawo do aktualizacji danych. Podobna wykładnia dla ochrony danych osobowych została podana przez GIODO w stosunku dla innych kościołów i związków wyznaniowych.
W 2011 roku w pierwszym w Polsce wyroku dotyczącym zaniedbań GIODO sąd stwierdził, że miały one miejsce w przypadku Roberta Biniasa, któremu GIODO odmówił zajęcia się sprawą usunięcia danych z ksiąg parafialnych.
Krytyce podlega również wymóg pełnoletności odstępcy. Podyktowane to jest faktem, iż osoba do momentu ukończenia 18 lat uznawana jest za niezdolną do świadomego odstąpienia od Kościoła, pomimo że została ona do niego przyjęta przez chrzest zazwyczaj jako niemogące posiadać własnego zdania w tej sprawie niemowlę.

### Dane liczbowe
W ciągu czterech lat (2006-2009) zarejestrowano w Polsce łączną liczbę 1057 aktów apostazji, czyli oficjalnych wystąpień z Kościoła. Jednak już w samym roku 2010 zarejestrowano na terenie Polski 459 aktów apostazji.
Po skokowym wzroście aktów apostazji Instytut Statystyki Kościoła Katolickiego ogłosił, że "nie kontynuował prac badawczych aktów apostazji w Polsce" uzasadniając decyzję "stosunkowo niewielką skalą zjawiska". Według nieoficjalnych źródeł rok 2020 był rekordowy pod tym względem. Tylko w archidiecezji krakowskiej średnio rocznie taki akt składało 50-60 osób, w 2019 r. było ich już 123, a w 2020 – 445 – wynika z danych krakowskiej kurii.
Od czasu zaniechania publikacji danych przez ISKK brak dostępu do oficjalnych wyników badań zjawiska po roku 2010. Zjawiskiem zajmuje się natomiast strona społeczna, tj. konserwatywne media, m.in. wSieci, Więź, Prawy.pl i lewicowi politycy. Posłanka Lewicy Joanna Scheuring-Wielgus, europoseł Wiosny Robert Biedroń oraz warszawska radna Agata Diduszko-Zyglewska w grudniu 2020 założyli stronę internetową LicznikApostazji.pl. Zdaniem serwisu Prawy.pl akcja ma pokazać, ilu faktycznie ludzi odchodzi w Polsce od Kościoła. Do 4 lutego 2021 roku zgłosiło się 1813 osób, ale wiele wśród nich dokonało tego aktu jeszcze przed 2020 rokiem. Na dzień 28 marca 2022 roku licznik apostazji wskazuje 3233 osoby. Inne dane wskazuje strona Mapa apostazji. Na dzień 13 stycznia 2022 było to 2277 osób.